# Airco (bedrijf)
De Aircraft Manufacturing Company Ltd. werd opgericht door George Holt Thomas (1861-1929).

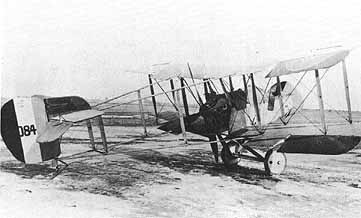
DeHavilland Airco DH-2, 1916

Holt Thomas verwierf in 1911 de rechten in het Verenigd Koninkrijk voor Farman-vliegtuigen en richtte begin 1912 Airco op. Om een eigen ontwerpafdeling te kunnen beginnen nam hij in 1914 Geoffrey De Havilland in dienst, een reeds succesvol ingenieur. Zo werden de meeste toestellen bekend onder de naam DH in plaats van onder het officiële Airco. Na de Eerste Wereldoorlog ging Airco failliet. Een deel van de activa werd in 1920 verkocht aan BSA. Holt Thomas richtte het nieuwe bedrijf Air Transport and Travel Ltd. op. De toestellen worden voortaan gebouwd onder de naam De Havilland.
Aanvankelijk bouwde het bedrijf alleen militaire vliegtuigen (DH-1 t/m DH-15), maar daarna werd met de introductie van de De Havilland DH-16 overgegaan op de bouw voor de civiele luchtvaart.